# Picodon

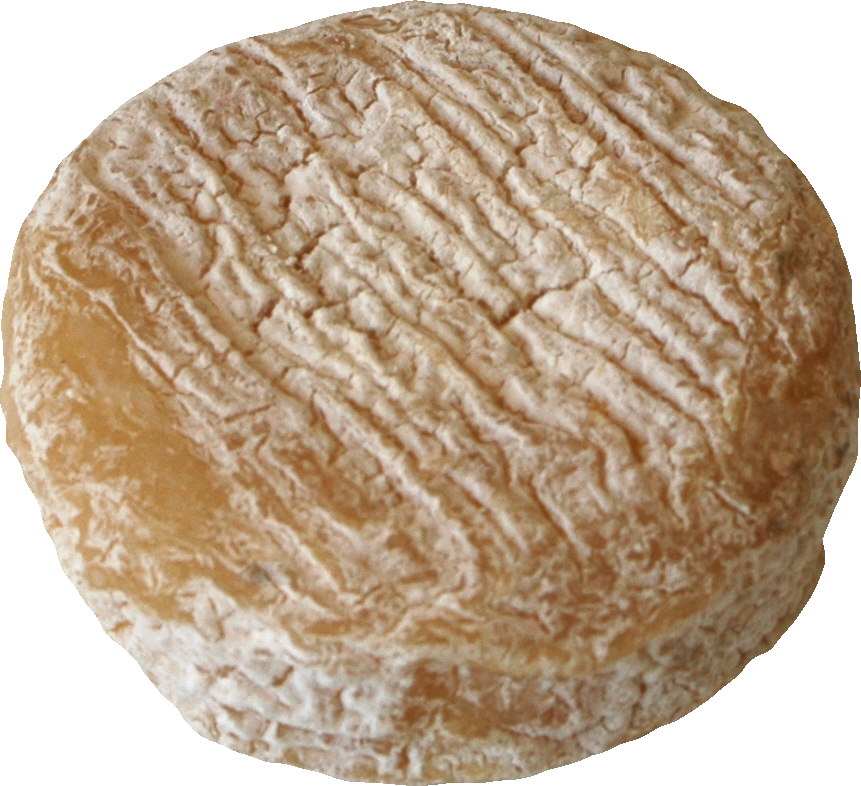
Picodon

Der Picodon ist ein französischer Rohmilchkäse aus Ziegenvollmilch. Seit 1983 ist er in Frankreich als Appellation d’Origine geschützt, seit 1996 auch in Europa als AOP, ursprünglich unter den Bezeichnungen Picodon de l'Ardèche und Picodon de la Drôme.

## Herkunft und Verbreitung
Im Gebirge der Departements Ardèche und Drôme liegt die Heimat des Picodon. Als AOC-Käse ist seine Herkunft streng auf ein Gebiet der südlichen Rhone beschränkt. Es sind die Départements Ardèche und Drôme, der ehemalige Kanton Barjac und der Kanton Valréas. Dieses Gebiet hatte lange einen der größten Ziegenbestände Frankreichs. Die ersten schriftlichen Erwähnungen des Namens erschienen im 19. Jahrhundert, unter anderem 1863 in einem Mundartwörterbuch von Auguste Brossier.  Der Name Picodon basiert auf einem okzitanischen Ausdruck für „kleiner Käse mit pikantem Geschmack“. Ein zwischen Dieulefit und Montélimar verkehrender Zug erhielt wegen seiner häufigen Benutzung durch Käseproduzenten den Beinamen Picodon.
Der Schutz als Appellation d'Origine erfolgte zunächst unter den Namen Picodon de l'Ardèche und Picodon de la Drôme. Ähnliche Käse wurden unter dem Namen Picodon vermarktet, auch Varianten wie Picodon de Crest, Picodon du Dauphiné oder in Olivenöl marinierte Käse. Diese entsprachen aber nicht den Vorgaben, was zu Verwirrungen führte. Daher wurde der geschützte Name 2006 auf Picodon vereinfacht.

## Merkmale
Picodon sind 1,3 bis 2,5 Zentimeter hohe Scheiben mit einem Durchmesser von 5 bis 7 Zentimeter und einem Gewicht von mindestens 60 g. Er hat einen feinen homogenen Teig, der mit zunehmendem Alter immer fester wird. Der Käse ist mit einem natürlichen Schimmelfell umgeben. Je länger er reift, umso höher ist der Anteil an sichtbarem Blauschimmel und Rotflora. Der Picodon wird „unverpackt“ verkauft.

## Herstellung
Die Milch muss von Ziegen der Rassen Alpine, Saanen, Massif-Central, Provençale und Rove oder deren Kreuzungen stammen, deren Futter ausschließlich aus dem zugelassenen Gebiet. Silage ist nicht erlaubt. Der Picodon wird aus roher, unbehandelter Ziegenmilch unter Zusatz einer minimalen Menge von Lab bei 20° bis 25° C geronnen. Der Bruch wird mit Schöpfkellen in löchrige Formen geschüttet. Nach Abtropfen der Molke wird er zweimal trocken gesalzen, auf Rosten getrocknet und mindestens zwölf Tage lang gereift. Von einer „Dieulefit-Affinage“ spricht der Fachmann, wenn dieser Käse mindestens einen Monat lang gereift ist. Während dieser Zeit wird er mehrmals mit Salzlake gewaschen oder mit Wein oder Trester eingerieben. Durch das Waschen verliert er an Gewicht, sein Mindestgewicht beträgt nur 45 g.
2023 wurden 456 Tonnen Picodon erzeugt, davon 146 Fermier.

## Aroma
Jung hat der Picodon einen milden, leicht säuerlichen Geschmack. Im Laufe der Reifung bekommt er eine nussige Note. Ein dezenter Ziegengeruch lässt sich feststellen. Sein Fettgehalt beträgt 45 % i. Tr.

## Verwendung
Der Picodon wird nicht nur zum Abschluss eines langen Menüs gereicht, in seiner Heimat wird er als zweites Frühstück verzehrt. Er wird gerne gegrillt und zusammen mit diversen Blattsalaten serviert. Picodon lässt sich ausgezeichnet in Weißwein, Obstbränden oder Olivenöl einlegen.